# 同族会社
同族会社（どうぞくがいしゃ）とは、法人税法第2条第10号で定められた法人の一種。法人税法では法人を特定同族会社・同族会社・非同族会社に分類している。法人税申告書の別表二 「同族会社の判定に関する明細書」で判定を行える。
特定同族会社ではない同族会社の占める割合は2020年度は単体法人の96.3%（2,788,737社中2,686,862社）。家族経営の中小法人のほとんどが同族会社である。

## 定義
特定同族会社ではない同族会社とは、下記の条件を全て満たす法人のこと。
1. 特定同族会社ではない（定義は特定同族会社を参照）
2. 上位3株主グループによる持株割合等が50%を超えている

株主グループには、株主等と特殊の関係にある以下の株主を含む。
1. 株主等の親族（配偶者及び六親等以内の血族と三親等以内の姻族）
2. 株主等と婚姻の届出をしていないが事実上婚姻関係と同様の事情にある者
3. 株主等（個人である株主等に限る。次号において同じ。）の使用人
4. 前三号に掲げる者以外の者で株主等から受ける金銭その他の資産によって生計を維持しているもの
5. 前三号に掲げる者と生計を一にするこれらの者の親族

## 同族会社の制限事項
法人税法上、同族会社には以下の制限がある。
1. 行為又は計算の否認（法人税法第132条）- 過剰な節税を税務署が拒否できる。法人税の負担を不当に減少させると税務署長が判断すれば否認できる。何が不当に該当するかは条文では決められていなく、裁判で決められている。
2. 使用人兼務役員になれない[3]
3. 役員でない使用人でも、みなし役員となる場合があり、給与や退職金などに対して制限がかかる場合がある[4]

特定同族会社の場合は留保金課税が課せられる。

## 参照
1. ↑  別表二　同族会社等の判定に関する明細書 | 令和４年版　法人税のあらましと申告の手引｜国税庁
2. ↑  第11表 法人数の内訳 - 令和2年度分調査 - 標本調査結果｜国税庁
3. ↑  No.5205 役員のうち使用人兼務役員になれない人｜国税庁
4. ↑  No.5200 役員の範囲｜国税庁